# Tony G
Antanas 'Tony G' Guoga (Kaunas, Litouwen, 17 december, 1973) is een professioneel pokerspeler, ondernemer en politicus. Hij won tot en met mei 2022 meer dan $ 9.000.000,- in pokertoernooien.
Toen hij 11 was, verhuisde hij naar Melbourne, Australië. Hij is begonnen met poker op zijn 18e en is gekend in de pokerwereld vanwege zijn arrogante gedrag en agressieve spelstijl wanneer hij aan een pokertafel zit. Ondanks dit hebben vele andere professionele pokerspelers en pokerdealers bekend dat Tony G buiten de pokertafel een heel vriendelijke en sympathieke man is.
Hij behaalde de vijfde plaats in de World Poker Tour Grand Prix de Paris in 2003, waar Howard Lederer hem de hand weigerde te schudden vanwege zijn arrogante gedrag.
Op de World Series of Poker in 2004 eindigde hij twee keer in the money, in 7 card stud en Pot Limit Texas Hold'em toernooien. Drie maanden later won hij zijn tot dan toe grootste prijs, namelijk $ 414.478,-die hij verdiende door 2e te eindigen in de WPT Grand Prix de Paris 2004.
Op 7 augustus 2005 won hij het $ 5.000,- No Limit Hold'em hoofdtoernooi op de European Poker Championships, hiermee verdiende hij $ 456.822,-. Later in 2005 haalde hij de finaletafel van de World Speed Poker Open.
In 2006 won hij het WPT Bad Boys of Poker II-toernooi toen zijn 10♦ 8♦ Mike Matusow's K♠ K♥ versloeg terwijl 8♠ 10♠ 2♥ 9♥ Q♣ op de tafel lag. Hij droeg een kimono gedurende het hele toernooi met als doel poker in Japan te promoten. Nog in 2006 eindigde hij 2e toen hij Australië vertegenwoordigde op de Intercontinental Poker Championship, hiermee won hij $ 150.000,-.
Op 17 november 2006 won hij de Betfair Asian Poker Tour in Singapore. Hij verdiende $ 451.700,- maar hij gaf de helft weg aan Aziatische en Australische liefdadigheidsinstellingen die werden uitgekozen door Betfair.
Op 1 mei 2009 werd hij 3e bij de EPT European High Roller Grand Final in Monte Carlo. Hij verdiende hier $ 552.239,- mee. Dit High Roller toernooi werd gewonnen door Vanessa Rousso.
In 2007 verscheen hij ook op het televisieprogramma Poker After Dark, waar hij derde werd (Phil Ivey won).
Daarnaast is Guoga actief als ondernemer en investeerder, en werd hij in 2014 verkozen tot lid van het Europees Parlement.

## Trivia
- Als kind was hij de Rubiks kubus-kampioen van Litouwen.
- Hij beschouwt 10-8 (suited of non-suited) als zijn gelukshand.
- Hij speelde op Full Tilt Poker onder de naam Tony G.

## Voetnoten
1. ↑  Hendon Mob tournament results: Tony Guoga